# بطولة أمم أوروبا لكرة السلة 2011
بطولة أمم أوروبا لكرة السلة 2011، تسمى أيضاً  يورو باسكت 2011 ، وتعد البطولة رقم 37 في تاريخ بطولة أمم أوروبا. البطولة عقدت في ليتوانيا عام 2011, وقد استضافت ليتوانيا البطولة للمرة الثانية في تاريخها.

## الفرق المشاركة
شارك في البطولة 16 منتخبًا، وقد حجزت ليتوانيا مقعدا بصفتها المستضيفة.
- ليتوانيا – المضيف
- إسبانيا – فائز بطولة أمم أوروبا 2009
- صربيا
- اليونان
- سلوفينيا
- فرنسا
- كرواتيا
- روسيا
- تركيا
- ألمانيا

## التصفيات
يذكر أن الدور الأول من التصفيات لعب بين 2 و 29 أغسطس 2010. حيث يتأهل كل بطل وثاني مجموعة إلى البطولة النهائية.
| المجموعة الأولى | المجموعة الثالثة |
| --------------- | ---------------- |
| فنلندا          | بلجيكا           |
| إيطاليا         | البرتغال         |
| لاتفيا          | بولندا           |
| الجبل الأسود    | جورجيا           |
| إسرائيل         | بلغاريا          |

والبرتغال
وإيطاليا
وفنلندا
وأوكرانيا.
النتائج:
في المجموعة الأولى، فازت اسبانيا على بولونيا (83-78) وتركيا على البرتغال (79-56) وليتوانيا على بريطانيا (80-69).
وفي المجموعة الثانية، فازت صربيا على إيطاليا (80-68) وفرنسا على لاتفيا (89-78) بينها 31 نقطة و7 تمريرات حاسمة لطوني باركر، والمانيا91.
وفي المجموعة الثالثة، فازت اليونان على البوسنة (76-67) ومونتينيغرو على مقدونيا (70-65) وكرواتيا على فنلندا (84-79).
وفي المجموعة الرابعة، فازت جورجيا على بلجيكا (81-59) وسلوفينيا على بلغاريا (67-59) وروسيا على اوكرانيا (73-64).